# Cantonul Dijon-5
Cantonul Dijon-5 este un canton din arondismentul Dijon, departamentul Côte-d'Or, regiunea Burgundia, Franța.

## Comune
| Comune              | Populație (1999) | Cod poștal | Cod INSEE |
| ------------------- | ---------------- | ---------- | --------- |
| Corcelles-les-Monts | 693              | 21160      | 21192     |
| Dijon               | 23 721 (1)       | 21000      | 21231     |
| Flavignerot         | 164              | 21160      | 21270     |
| Fleurey-sur-Ouche   | 1 188            | 21410      | 21273     |
| Lantenay            | 454              | 21370      | 21339     |
| Pasques             | 288              | 21370      | 21478     |
| Prenois             | 378              | 21370      | 21508     |
| Velars-sur-Ouche    | 1 626            | 21370      | 21661     |